# Zlatoustivka, Krîvîi Rih
Zlatoustivka (în ucraineană Златоустівка) este localitatea de reședință a comunei Zlatoustivka din raionul Krîvîi Rih, regiunea Dnipropetrovsk, Ucraina.

## Demografie
Componența lingvistică a localității Zlatoustivka
     Ucraineană (95,41%)
     Rusă (4,37%)
     Alte limbi (0,11%)
Conform recensământului din 2001, majoritatea populației localității Zlatoustivka era vorbitoare de ucraineană (95,41%), existând în minoritate și vorbitori de rusă (4,37%).